# 夏達
夏 達（か たつ、シャア・タア、1981年4月4日 - ）は、中華人民共和国の漫画家。中国南部の湖南省懐化市出身、浙江省杭州市在住。
代表作は広州漫友文化科技発展有限公司（漫友雑誌社）の『漫友』にて連載を行った長歌行。長歌行は集英社の『ウルトラジャンプ』でも日本語版が連載されていた。

## 経歴
高校時代より漫画創作活動を行い、『北京卡通』誌上にて短篇「成長」でデビュー。2003年に単行本『四月物語』を発行。高校卒業後は北京市でプロ漫画家としての活動を行い、数誌で作品を発表し、『北京卡通』にて連載した「米特藍的辰星」が好評を博す。
2007年より漫友雑誌社の『可愛100』にて「子不語」を掲載開始。同年、漫画家集団でアニメ・漫画制作会社のSUMMER（現在の名称は夏天島工作室またはSummerZoo）に参加。2008年に「子不語」の第3話「影」で第5回金竜賞最優秀少女漫画賞を受賞。2009年より2010年まで集英社の月刊誌『ウルトラジャンプ』にて同作の日本語版を「誰も知らない 〜子不語〜」のタイトルで掲載。
2011年より漫友雑誌社の『漫友』にて長編歴史漫画「長歌行」を掲載開始。2011年8月号より2016年3月号まで集英社の月刊誌『ウルトラジャンプ』にて、同作の日本語版を掲載。「長歌行」は2015年に中国でのドラマ化が発表され、第12回金竜賞中国漫画大賞を受賞するなど中国を代表する漫画となる。
2016年12月に以前から夏天島工作室による契約上のトラブルの被害を受け続けていることとその改善が見られないことを理由として所属契約の更新を拒絶しその経緯を公表。トラブルの解決と心労・過労による体調不良の解消を図るために「長歌行」の連載を中断し、休載。
2017年9月、自らのスタジオ「琢磨工作室」をあらたに設立し、『長歌行』の前日譚にあたる『拾遺録』を、『快看漫画』にて連載開始。

## 作品リスト
単行本
- 『四月物語』 - 「雪落無声」「冬日的童話」「魔法」「寂寞的地図」、「MY WAY」「WINGS」「夏天的味道」を収録。電子工業出版社、2003年 ISBN 7-5053-9896-2
- 『游園驚夢』 - 「游園驚夢」「鳳求凰」「蒹葭」「阿菁」「煢兔」を収録。湖南少年児童出版社、2008年 ISBN 9787535838858
- 『夏達短編漫画集1 同類』 - 「午後」「初夏」「夏天」「同類」「MY WAY」を収録。新世紀出版社、2008年 ISBN 7540537396
- 『夏達短編漫画集2 米特藍的辰星』、新世紀出版社、2009年 ISBN 9787540537395
- 『誰も知らない 〜子不語〜』（子不語の日本語版）全3巻、集英社（ヤングジャンプコミックス）、2009年[10]
- 『長歌行』既刊8巻、集英社（ヤングジャンプコミックスウルトラ）、2012年〜2016年

雑誌掲載作品
- 「成長」
- 「冬日的童話」
- 「魔法」
- 「夏天的味道」
- 「雪落無声」
- 「MY WAY」
- 「WINGS」
- 「寂寞的地図」
- 「afternoon」
- 「米特藍的辰星」
- 「夏天」
- 「安多莉婭」
- 「初夏」
- 「子不語」（誰も知らない 〜子不語〜）
- 「煢兔」
- 「長歌行」